# كنيسة مار الياس الحي كفربو
كنيسة مار الياس الحي - كفربو هي كنيسة في بلدة كفربهم المسيحية ( كفربو ) التابعة إداريا لمحافظة حماة في سوريا، تتبع هذه الكنيسة دينيا للطائفة الملكية الكاثوليكية في مطرانية حمص وحماه ويبرود للروم الملكيين الكاثوليك

## تاريخ
تم تشييد هذه الكنيسة في 1948م  في عهد المطران  اثناسيوس توتنجي حيث كانت في بدايتها تابعة  لمطرانية حلب للروم الملكيين الكاثوليك وفي أوائل الثمانينات أُتبعت لمطرانية حمص بسبب قربها منها ولسهولة التواصل بين الرعية والمطرانية، جُددت في عهد المطران  في عام 1992م.

## وصف
تحوي هذه الكنيسة على مركز تعليم ديني يعود تأسيسه لأخوة سيدات الشعلة (حلب ) في أوائل السبعينات من القرن الماضي، لكن في عهد المطران إبراهيم نعمة وُضع حجر الأساس لهذا المركز القائم حاليا في عام 1992م ،ودشنه السفير البابوبي والسفير الإيطالي والسفير البلجيكي لدى الجمهورية العربية السورية في أيار 1994، ويتألف من طابقين كل منهما يتألف من صالة كبيرة و4 غرف كبيرة تستعمل لاقامة التعليم الديني للأطفال، ومجهزة بكامل التجهيزات لاستقبال المخيمات التي تأتي من خارج البلدة.....
يتم في المركز مجموعة من الأنشطة والفعاليات الدينية والاجتماعية والترفيهية المختلفة ( التعليم الديني لكافة المراحل - اخوية سيدات البشارة – الفوكولاري ( كلمة الحياة ) مجموعة من الجوقات (كبار، صغار) فرقة النشاط المسؤولة عن كل النشاطات التي تقوم بها الرعية – الفرقة النحاسية )
في ساحة الكنيسة يوجد تمثال للسيدة العذراء يبلغ ارتفاعه مع قاعدته ما يقارب 4.5 متر 

## الرئاسة
تعاقب على خدمة الرعية منذ تأسيسها مجموعة من الآباء الكهنة:
- الأب باسيليوس سمعان 1941م
- الأب يوسف درة حداد 1941 م تبعه مجموعة من الكهنة العابرين منهم الأب يوستينوس نجمة
- الأب نقولا برغل 1945م
- الأب بطرس راعي 1947م
- الأب تيوفانوس زيتونة 1950م
- الأب مكسيموس المعلوف 1951م
- الأب جبرائيل شحادة 1953 م
- الأب جرجس زينة 1956 م
- الأب فيليبوس خوام 1964 م
- الأب يوحنا قسيس 1975م
- الأب موريس خوري 1981م
- الأب يوحنا كفا 1982 م
- الأب الياس لويس 1989م
- الأب باخوس عازر 2005م
- الأب نبيل نادر 2-3-2009 م وهو الأب الحالي لهذه الرعية........

و توالى عليها مجموعة من المطارنة كان من آخرهم المطران إبراهيم نعمة والمطران ايسيدور بطيخة ز حاليا المطران يوحنا عربش

## الأعياد
أهم الأعياد التي تحتفل بها الرعية عيد الفصح والميلاد وعيد شفيع الرعية وعيد القديسة بربارة.....حيت تتميز هذه الكنيسة في عيد الميلاد بزينتها الرائعة ومغارتها الميلادية التي صنفت من أكبر المغارات الميلادية التي تجرى في سوريا......